# ب‌ام‌و ایکس۱
ب‌ام‌و ایکس۱ (به انگلیسی: BMW X1) خودرویی است که در سال‌های ۲۰۰۹ تا در لایپزیگ آلمان تولید شده‌است. طراحی آن موتور جلو و خودرو چهار چرخ محرک بوده‌است. سیستم جعبه‌دندهٔ آن ۶ دنده به دو صورت خودکار و دستی است.

## نسل اول
این نسل نخستین بار در نمایشگاه اتومبیل پاریس در سال ۲۰۰۸ معرفی شد.نخستین نسل ب‌ام‌و ایکس۱ از سال ۲۰۰۹ تا ۲۰۱۶ تولید شده‌است و سپس نسل دوم آن در سال ۲۰۱۶ با کد اتاق F48 جایگزین آن شد. این نسل مانند ب‌ام‌و ایکس۳، بر روی پلتفرم E91 ساخته شده‌است.

## نسل دوم

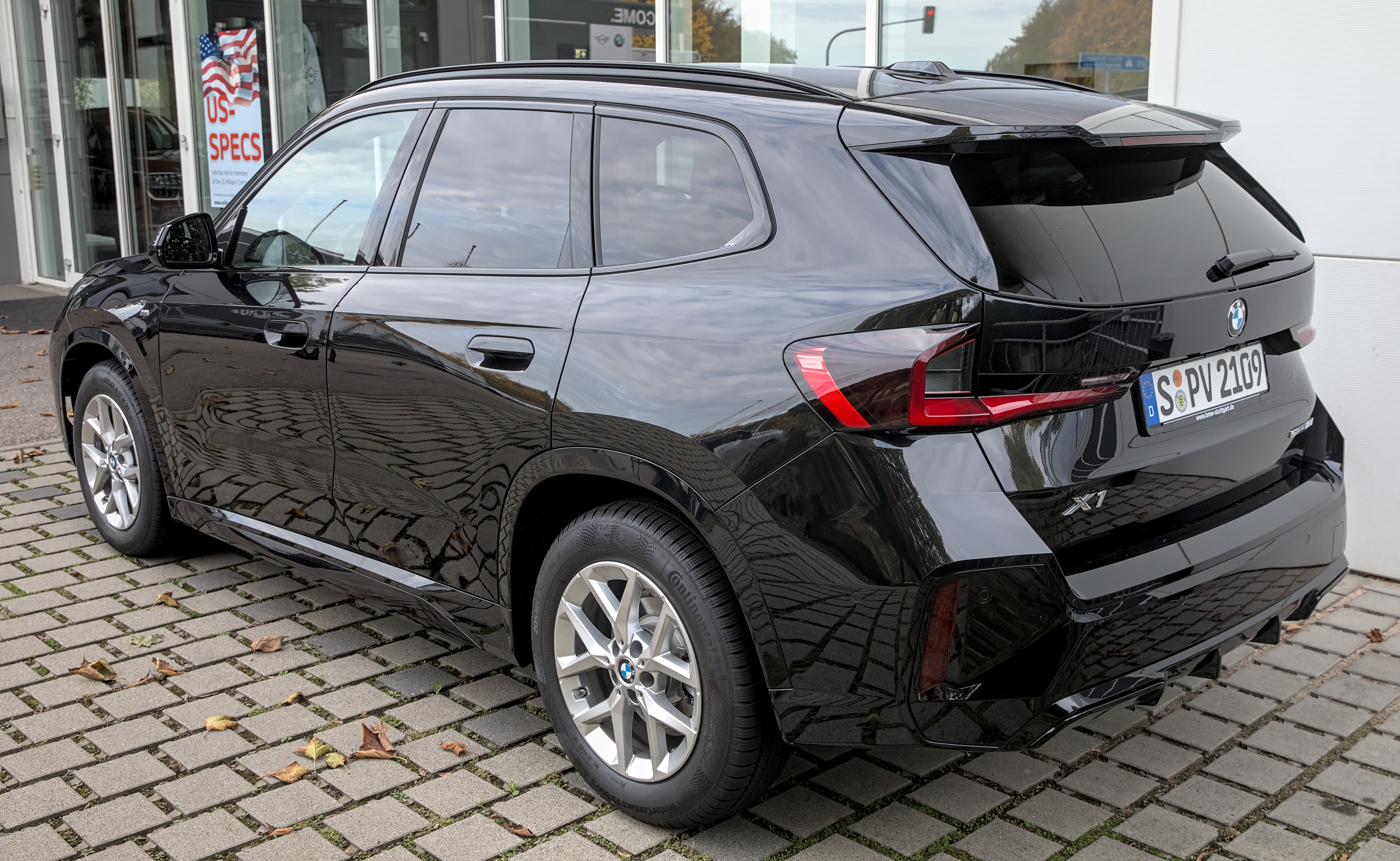
ب‌ام‌و ایکس۱ مدل ۲۰۲۴ در اشتوتگارت

نسل دوم ایکس۱ در سال ۲۰۱۶ با کد اتاق F48 معرفی گردید. ب‌ام‌و ایکس۱ جدید از پلتفرم مشترک با محصولات مینی و ماشین‌های جدید و پر طرفدار ب‌ام‌و سری ۲ اکتیو تورر و گرن تورر بهره می‌برد. ب‌ام‌و ایکس۱ جدید در همه بخش‌ها پیشرفت‌های قابل توجهی داشته‌است، ولی یکی از مهم‌ترین بخش‌ها برای هر ماشین میانگین ایمنی است که ب‌ام‌و ایکس۱ جدید با ارتقاء شاسی و اتاق ماشین و تکنولوژی‌های مربوط به ساخت آن ایمنی این ماشین را تا حد زیادی افزایش داده‌است. ب‌ام‌و ایکس۱ جدید اکنون در تست‌های تصادف موسسات بین‌المللی نمره‌های بسیار خوب و قابل توجهی را دریافت کرده‌است.